# Amplorhinus multimaculatus
Amplorhinus multimaculatus (багатоплямиста змія або капська очеретяна змія) — вид отруйних змій родини Pseudoxyrhophiidae. Мешкає в Південній Африці. Це єдиний представник монотипового роду Amplorhinus.

## Поширення і екологія
Багатоплямисті змії мешкають в Драконових і Капських горах на території Південно-Африканської Республіки і Лесото, а також в горах Східного нагір'я на кордоні Зімбабве і Мозамбіку. Вони живуть в очеретяних заростях на водно-болотних угіддях. Живляться ящірками і амфібіями. Живородні. Молоді змії народжуються наприкінці літа.